# Смит, Джеральд Лайман Кеннет
Джеральд Лайман Кеннет Смит (англ. Gerald Lyman Kenneth Smith; 27 февраля 1898, Пардевиль, Висконсин — 15 апреля 1976, Лос-Анджелес) — американский священник и политик, известный своими популистскими кампаниями и антисемитскими взглядами; лидер движения «Разделим наше богатство» во время Великой депрессии (после убийства Хью Лонга); основатель движения «Крестовый поход националистов-христиан» (Christian Nationalist Crusade) и Первой партии Америки; кандидат в президенты США в 1944 году.
В 1959 году в статье «Крест и флаг» написал, что шесть миллионов евреев не были убиты в период Холокоста, а иммигрировали в США в течение Второй мировой войны

## Работы
- Is Communism Jewish? (1947)
- The International Jew: The World’s Foremost Problem (1958)